# Biskupice (powiat wołowski)
Biskupice – kolonia w Polsce, położona w województwie dolnośląskim, w powiecie wołowskim, w gminie Wołów.
Do 2023 r. miejscowość była przysiółkiem wsi Stobno.
Kolonia wchodzi w skład sołectwa Stobno.
W latach 1975–1998 przysiółek należał administracyjnie do województwa wrocławskiego.